# Lopheros fraternus
Lopheros fraternus es una especie de escarabajo de alas de red perteneciente a la familia de los lícidos. Se encuentra distribuido en América del Norte.